# Lafrançaise
Lafrançaise is een gemeente in het Franse departement Tarn-et-Garonne (regio Occitanie) en telt 2779 inwoners (2004). De plaats maakt deel uit van het arrondissement Montauban.

## Geografie
De oppervlakte van Lafrançaise bedraagt 51,0 km², de bevolkingsdichtheid is 54,5 inwoners per km².
Lafrançaise ligt in de Quercy blanc. De Aveyron mondt er uit in de Tarn.

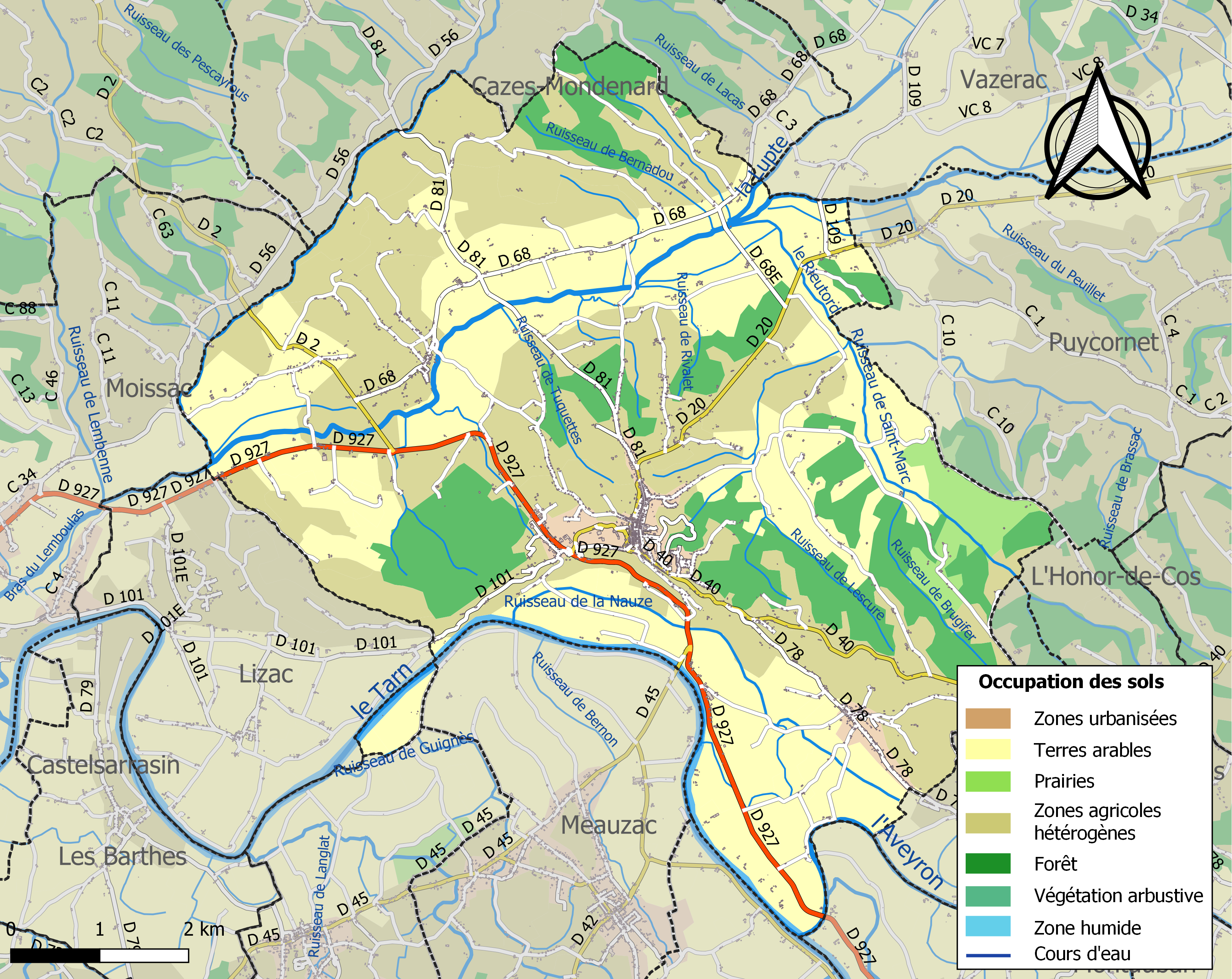
Kaart van de gemeente met de belangrijkste infrastructuur, bodemgebruik en omliggende gemeenten

## Demografie
Onderstaande figuur toont het verloop van het inwonertal (bron: INSEE-tellingen).

## Bezienswaardigheden

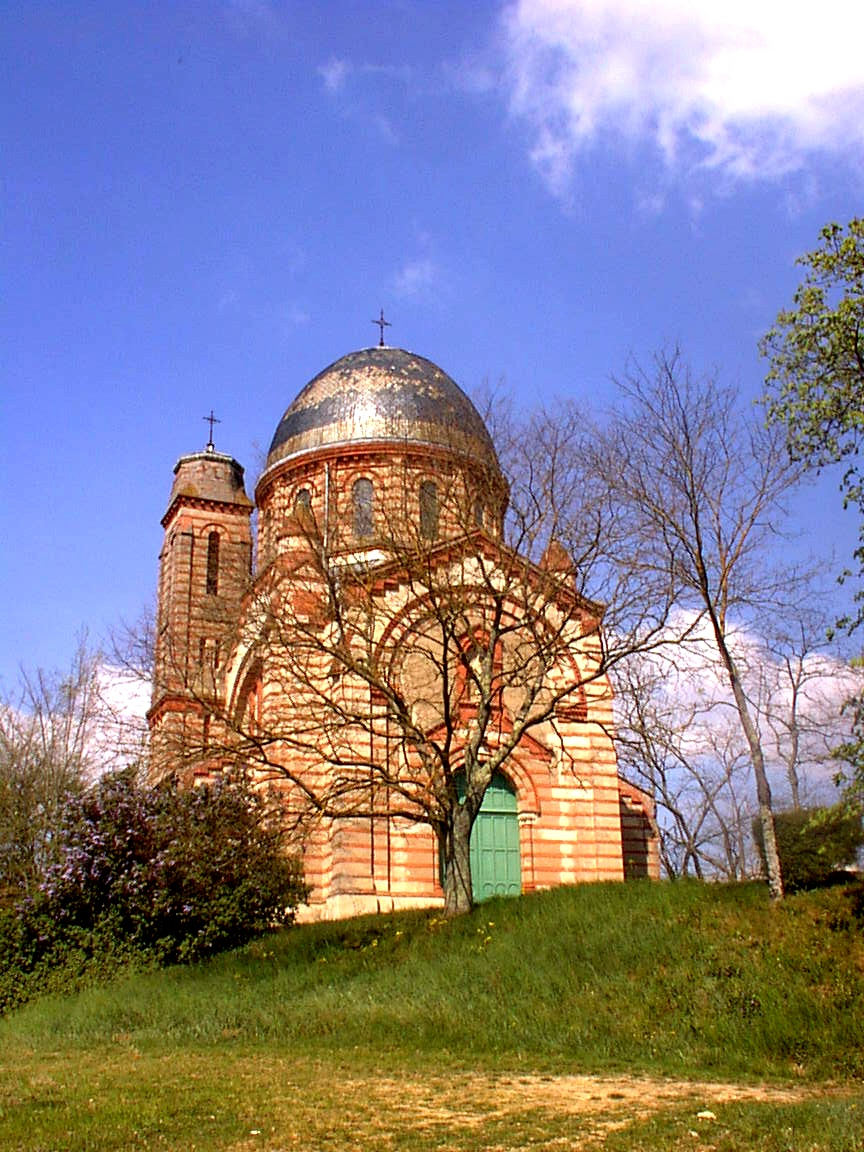
Notre-Dame de Lapeyrouse

Op de begraafplaats staan een twintigtal grafmonumenten in de vorm van een piramide als uiting van de 19e-eeuwse egyptomanie. Op een heuvel staat de kerk Notre-Dame de Lapeyrouse die werd gebouwd tussen 1877 en 1879. De kerk met een hoge koepel werd gebouwd in een mengeling van romaanse en byzantijnse architectuur.